# Gare de Vergné
La gare de Vergné est une ancienne gare ferroviaire française de la ligne de Chartres à Bordeaux-Saint-Jean, située sur le territoire de la commune de Vergné, dans le département de la Charente-Maritime en région Nouvelle-Aquitaine.
C'est une halte voyageurs mise en service en 1901 par l'Administration des chemins de fer de l'État et fermée sans doute dans la deuxième moitié du XXe siècle.

## Situation ferroviaire
Établie à 54 mètres d'altitude, la gare de Vergné est située au point kilométrique (PK) 446,675 de la ligne de Chartres à Bordeaux-Saint-Jean (voie unique), entre les gares de Villeneuve-la-Comtesse et de Loulay.

## Histoire
La commune de Vergné est concerné par le chemin de fer lorsque le 23 mars 1874, lors de la concession à la Compagnie des chemins de fer des Charentes de la ligne de Niort à Saint-Jean-d'Angély. Les chantiers de construction n'ouvrent qu'après la loi du 18 mai 1878 portant notamment sur le rachat des actifs de la compagnie par l'Administration des chemins de fer de l'État. Cette dernière ne prévoit pas de station lorsqu'elle construit la ligne et la met en service le 17 octobre 1881 avec l'ouverture à l'exploitation de la section, à voie unique, de Niort à Saint-Jean-d'Angély.
La halte de Vergné est officiellement ouverte au transport des voyageurs le 12 septembre 1901, date d'homologation des tarifs pratiqués par l'exploitant.

## Patrimoine ferroviaire
L'ancien bâtiment voyageurs, composé de la maison de garde barrière et des agrandissements, est devenu une habitation privée